# سلمان الخاقاني
سلمان الخاقاني (1332 - 1417 هـ / 1913 - 1996 م) هو أديب شاعر ، من أهل العراق.
هو سلمان بن عبد المحسن بن حسين الخاقاني. ولد في مدينة سوق الشيوخ جنوبي العراق. هاجر إلى مدينة النجف سنة 1926 م وأخذ عن أخيه وبعض العلماء. له قصائد احتفظ بها كتاب «شعراء الغري» لعلي الخاقاني.